# Scottsdale (Tasmanie)
Scottsdale est une ville du nord-est de Tasmanie, Australie. Elle se trouve sur l'autoroute de Tasmanie, Tasman Highway, à environ 63 km au nord-est de Launceston et 22 km au sud-est de la ville côtière de Bridport. Elle fait partie du conseil de Dorset (Dorset Council en anglais).

## Histoire
Le secteur a été étudié pour la première fois en 1855 et a été décrit comme étant la meilleure terre de l'île... bien irriguée, avec un climat doux par James Reid Scott, de qui vient le nom de la ville. Aujourd'hui, ces affirmations sont confirmées par le fait que la ville est devenue un centre régional et une place majeure au niveau agriculture.
Le bureau de poste Ellesmere a ouvert le 29 novembre 1865 et a été renommé Scottsdale en 1893.

## Activités locales
Culture de pommes de terre, production laitière, plantations de pins, culture du pavot et activités minières sont les principales activités de la région. On a espéré réussir dans la culture du houblon mais les fermes qui s'étaient lancées dans cette production ont été en grande partie vendues, se sont reconverties dans la production laitière ou dans les plantations de pins ou d'eucalyptus.
La situation de la ville, entourée de paysages verts et de montagnes bleutées, aussi bien que le développement des infrastructures et la promotion des sites pour les visiteurs ont dopé le tourisme local. Les dunes de Barnbougle , Lost Farm (la ferme perdue) les parcours de golf et Bridestowe Estate Lavender constituent les pôles d'attractions locales.
L'écocentre forestier, géré par Forestry Tasmania, a été construit à Scottsdale à la fin des années 1990. Il s'agit d'un centre éducatif destiné à informer le public dans le domaine de l'industrie forestière en Tasmanie. Le centre est aujourd'hui fermé.
La ville dispose d'importants services pour tout le nord-est de la Tasmanie. Cependant, avec trop de restaurants pour les besoins locaux, le secteur est en difficulté, surtout avec les fermetures en augmentation dans la rue principale, King Street.
La ville a aussi souffert de la fermeture de la ligne de chemin de fer North-East Tasmania Rail Line, ce qui a fait croître le nombre de camions sur les routes de la région.
Le Rotary Club local développe l'ancienne ligne de chemin de fer pour en faire un chemin de randonnée à vélo à travers les belles forêts du sud-est.

## Climat
Scottsdale a un climat doux avec de chauds étés, des hivers frais et humides. Les extrêmes varient de 37.7 °C (99.9 °F) à -4.7 °C (23.5 °F). La moyenne annuelle de précipitations se situe à près d'un mètre : 987.1 mm (38.8 in)

## Démographie
Scottsdale est surtout peuplée d'anglo-saxons. La majorité de ceux qui sont nés à l'étranger proviennent du Royaume-Uni, de Nouvelle-Zélande et d'Italie. 72 % de la population se réclame du christianisme. L'âge moyen dans la cité est de 36 ans (Recensement de 2001).
Au recensement de 2006, les emplois pour les personnes de 15 ans et plus, habituellement résidant à Scottsdale, provenaient des scieries et du travail du bois (15,4 %), de l'enseignement (5,0 %), du transport routier (5,0 %), des commerces 4,3 %), de la sylviculture et de l'exploitation forestière (4,3 %).
Le revenu moyen par semaine pour les individus de 15 ans et plus se montait à 362 $, comparé aux 466 $ en Australie. Le revenu moyen par semaine et par foyer était de 697 $, pour 1 027 $ en Australie.
Scottsdale vote conservateur. Aux élections de 2007, Ferguson obtient une majorité de 59,97 %.

## Vie locale
Scottsdale s'est formée autour de deux rues principales : King Street (Tasman Highway) et George Street/Tasman Highway ou "Ringarooma Road" (Bridport Road). Les boutiques se trouvent principalement dans King Street et Victoria Street.
Le point le plus haut se situe dans Mary Street où a été installé un grand réservoir d'eau.
Ellesmere est le Scottsdale d'origine où les premières constructions ont été réalisées, situées maintenant au nord de la cité.

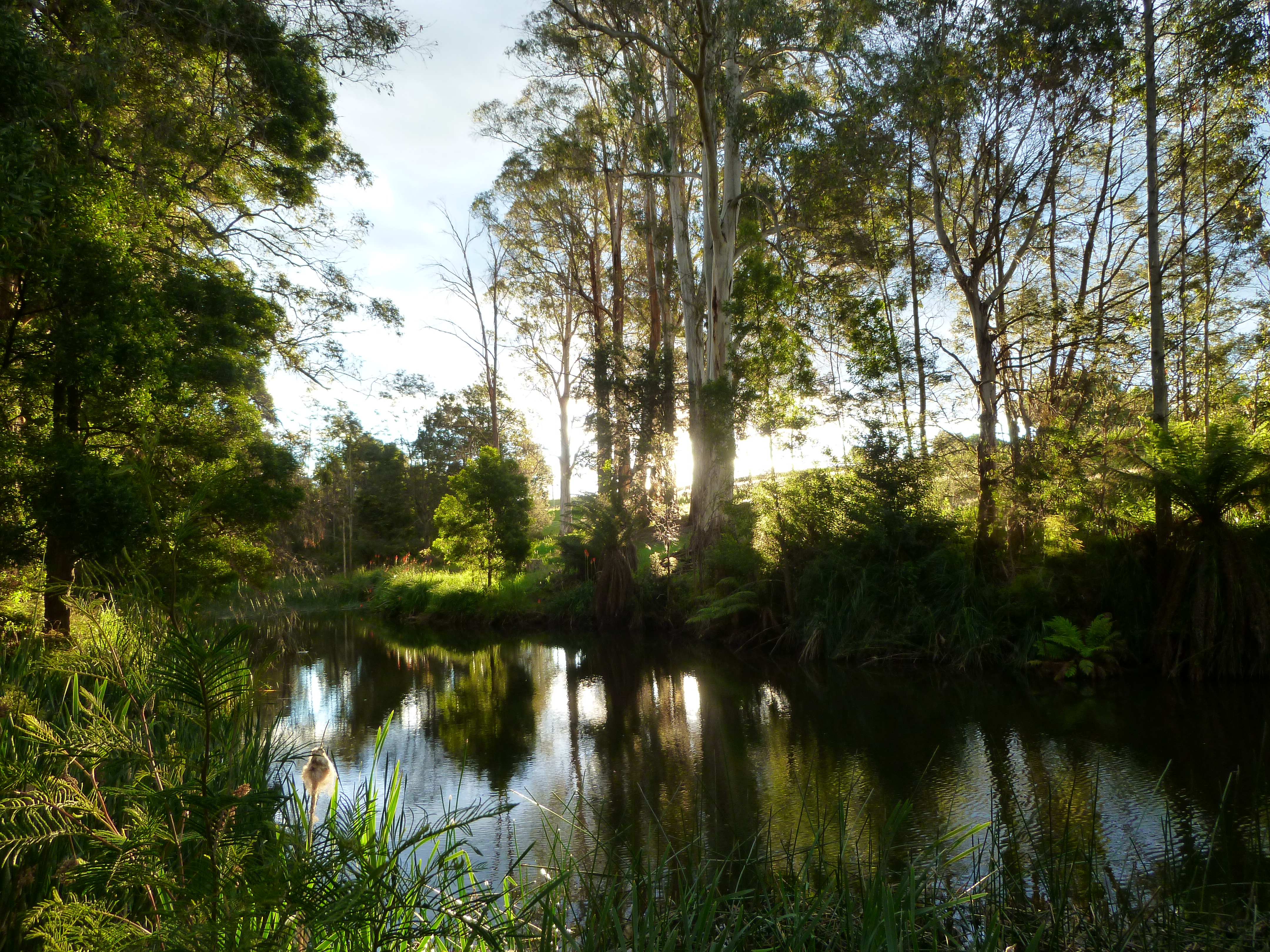
Tuckers Creek, Northeast Park

Les habitants disposent d'une piscine découverte, un stade, un golf, une bibliothèque municipale (avec accès en ligne), école primaire et lycée.
Le parc de Northeast Park est ouvert à tous, le camping y est gratuit, barbecues et douches sont à disposition des touristes. Des améliorations ont été apportées récemment.
Les transports publics sont assurés par Sainty North East Bus Service, plusieurs fois par jour.

## Culture
La ville a attiré l'attention des médias nationaux à la suite des craintes de pertes d'emplois dans le domaine de la transformation du bois.